# Roy Brown Jr.
Roy Brown Jr. (Hamilton, 30 ottobre 1916 – Ann Arbor, 24 febbraio 2013) è stato un ingegnere, progettista e designer canadese, noto per aver creato il primo modello di Ford Edsel nel 1958 e per aver disegnato la Ford Zephyr.

## Biografia

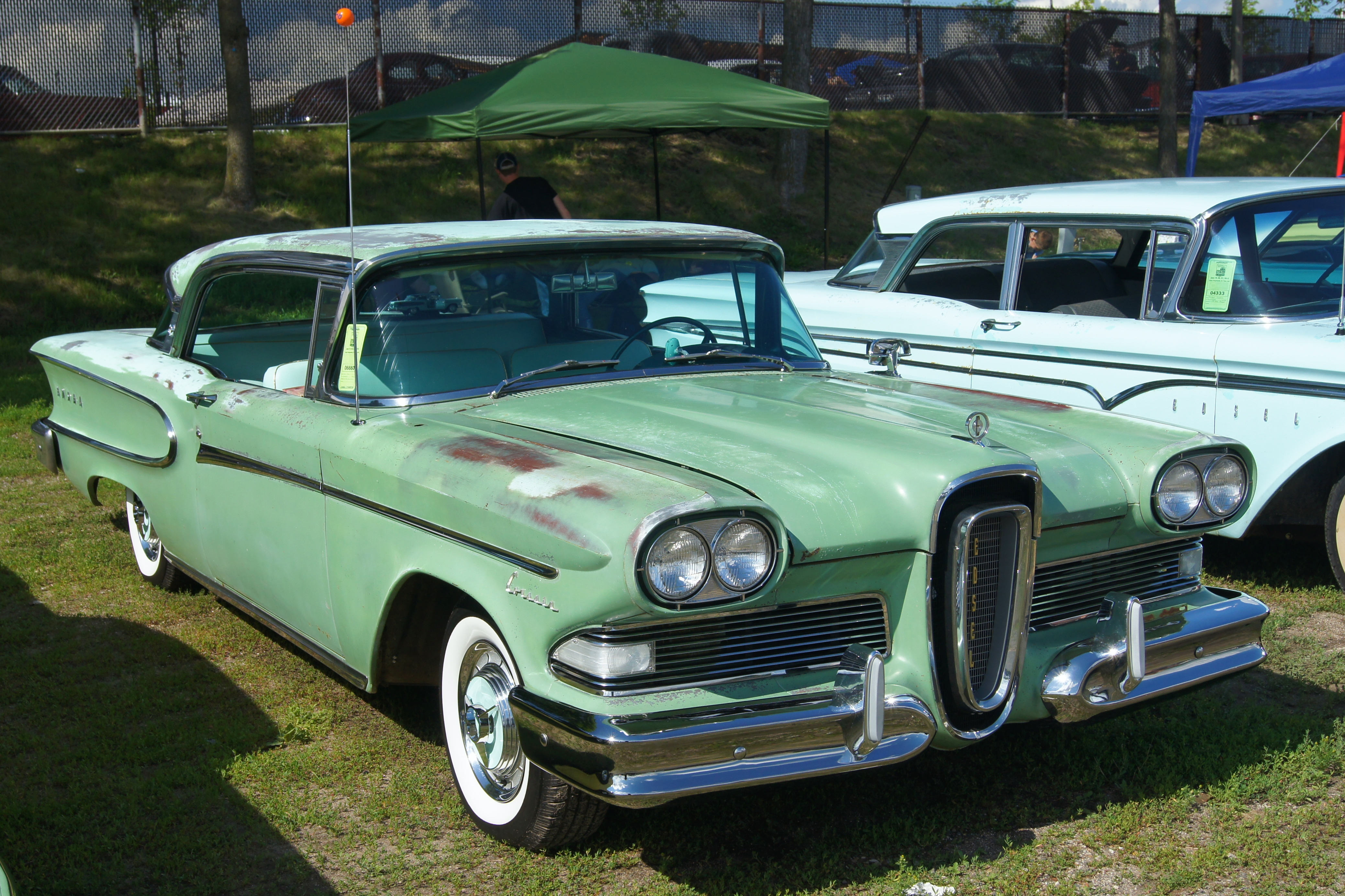
Edsel Corsair del 1958

Nato Hamilton in Ontario, la sua famiglia si trasferì a Detroit quando era adolescente. Suo padre era un ingegnere della Chrysler. 
Dopo la laurea alla Detroit Art Academy nel 1937, fu assunto dalla General Motors come designer nella divisione della Cadillac, lavorando al fianco di Bill Mitchell.
Dopo un breve periodo nell'esercito degli Stati Uniti, passò alla Ford Motor Company, dove gli venne assegnato la supervisione del design della Lincoln Futura del 1955, modello che sarebbe stato trasformato in Batmobile. La Lincoln Futura fu progettata insieme a William M. Schmidt.
La Ford in seguito gli assegnò il compito di progettare la famiglia di vetture nota come "Edsel", che debuttò nel 1957. A causa delle scarse vendite, la Ford annullò la produzione dell'Edsel nel novembre 1959.

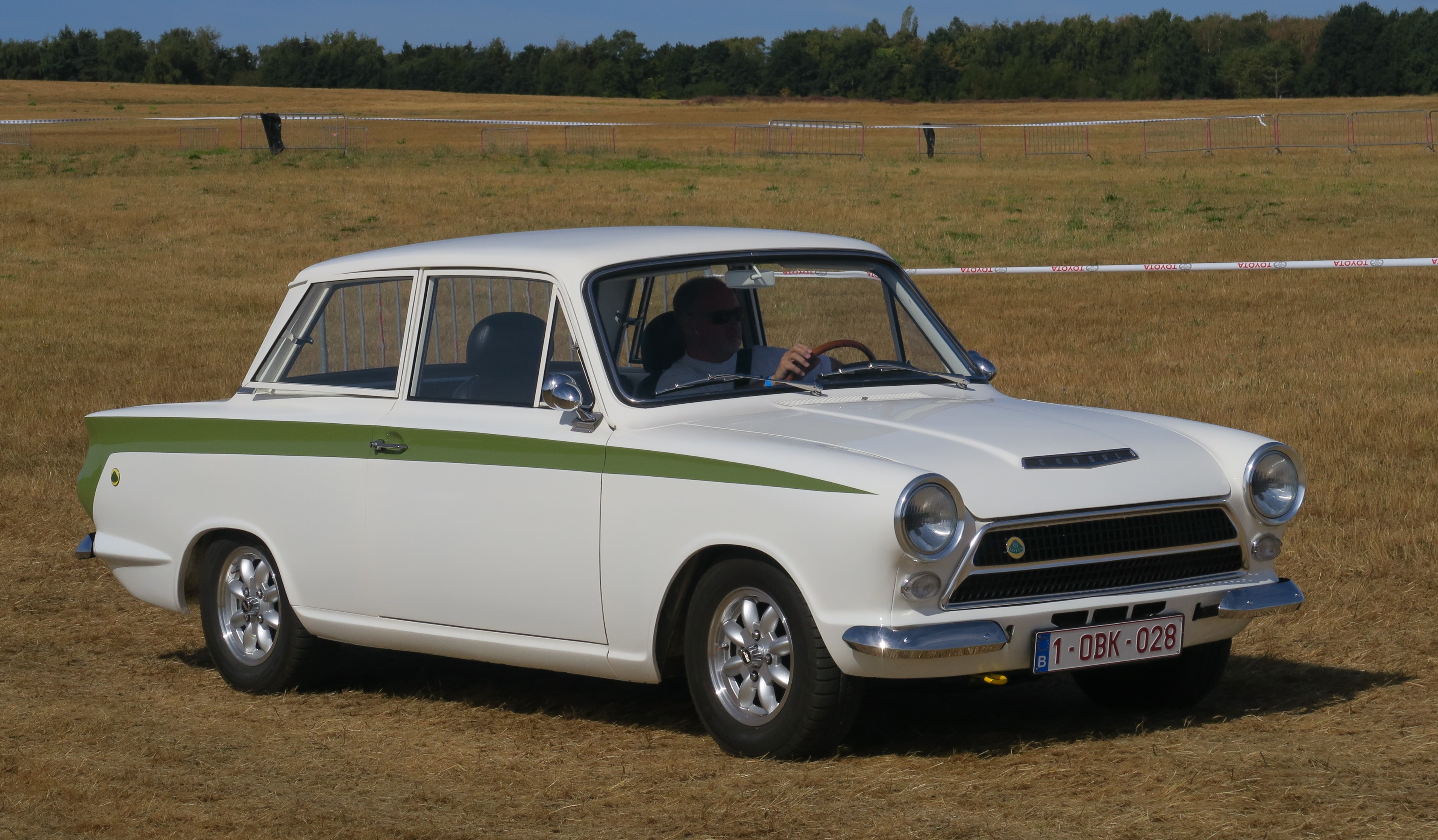
Ford Cortina Lotus

Ford trasferì Brown in Inghilterra, dove qui progettò la Ford Cortina del 1962, che in seguito fu tra le auto più vendute della casa dell'ovale blu in Gran Bretagna.
Dopo essere tornato a Detroit nel 1966, Brown collaboro alla progettazione del furgone Ford Econoline. In seguito è diventato executive designer della divisione Lincoln-Mercury.
Brown lasciò la Ford nel 1974. Morì ad Ann Arbor in Michigan nel 2013, a causa della malattia di Parkinson.

## Modelli disegnati
- Ford Zephyr (1954)
- Lincoln Futura (1955)
- Ford Edsel (1957)
- Ford Cortina (1962)
- Ford Cortina Lotus (1965)